# Albat
Un albat (del llatí albatus, blanc) és una criatura morta abans d'arribar a tenir ús de raó, per la qual cosa es creia que no tenia la marca del pecat original.
Era molt estesa la creença que els albats protegien com a esperits benèfics els membres de la família a la qual pertanyien. Com a conseqüència, i durant els primers segles de l'edat mitjana, era habitual el costum d'enterrar-los al subsòl de la llar o al davant de la casa, per tal que l'esperit de l'infant no inquietés i continués protegint els vius.
Aquest costum ancestral, documentat en jaciments ibèrics, va perdurar fins i tot després de la implantació del cristianisme. Se'n troben alguns exemples al Berguedà (Castellot de Viver) i al poblat de Sant Miquel de la Vall, a la conca de Tremp, datables entre els segles ix i xii.
Durant l'edat mitjana trobem també enterraments d'albats prop dels presbiteris de les esglésies, i en la majoria dels casos eren venerats com a relíquies.
Els albats formaven part d'un tipus de procés judicial medieval anomenat ordalia o "judici de Déu", anomenat així perquè consistia a deixar la resolució del litigis a la saviesa divina, considerada superior a la humana. Una de les proves que es feia servir anomenada per albatum consistia a submergir dos infants en aigua, un representant a cada banda; el que s'enfonsés perdia el plet, i si no se n'enfonsava cap dels dos, o tots dos, les propietats disputades es dividien.
En els registres parroquials durant els segles XVII a XIX molt sovint s'identifica de manera diferent la mort d'una persona tot diferenciant entre albat i cos/òbit.
Actualment, en algunes comarques valencianes perviu la tradició de la Dansa de l'Albat en què amb cançons de joia i alegria es narra l'ascensió d'un àngel al cel.